# Робін Бореґард
Робін Бореґард (англ. Robin Beauregard, 23 лютого 1979) — американська ватерполістка.
Призерка Олімпійських Ігор 2000, 2004 років.
Чемпіонка світу з водних видів спорту 2003 року.